# Lac de Viam
Le lac de Viam est un lac artificiel français situé en région Nouvelle-Aquitaine dans le département de la Corrèze, sur les communes de Saint-Hilaire-les-Courbes et Viam. Il est alimenté par la Vézère.
Il accueille une base de loisirs au sud du bourg de Viam.

## Historique
Le lac artificiel de Viam a été créé consécutivement à la mise en service en 1946 du barrage de Monceaux la Virolle. Il permet la production d'hydroélectricité par la centrale de Monceaux située au bord de la Vézère, cinq kilomètres en aval du barrage. Sa mise en eau a généré une île de forme triangulaire de plus de deux hectares au nord du barrage.

## Géographie
Dans le parc naturel régional de Millevaches en Limousin, dans la moitié nord du département de la Corrèze, le lac de Viam s'étend sur 183 hectares.
À une altitude de 663 mètres NGF, le lac est partagé entre deux communes : Saint-Hilaire-les-Courbes sur environ quinze hectares et Viam principalement (d'où son nom). Le volume d'eau stocké représente 20,5 hm3 pour un bassin versant de 205 km2. Il est long de quatre kilomètres et demi pour une largeur comprise entre 150 et 800 mètres.
En dehors de la Vézère, il est alimenté par une dizaine de ruisseaux dont le ruisseau sous les Sucs, celui de la Chèvre et celui de la Salamanière.

## Environnement
Le lac et le barrage se situent dans le parc naturel régional de Millevaches en Limousin et font partie de la réserve de biosphère du bassin de la Dordogne.
Une base de loisirs est implantée sur la rive ouest du lac, au sud du bourg de Viam. Long de dix-huit kilomètres, un sentier pédestre, accessible aux vététistes et agrémenté de dix panneaux explicatifs, fait le tour du lac. Il emprunte sur plus de deux kilomètres le sentier de grande randonnée GR 440B qui passe sur les hauteurs, à 250 mètres de la pointe sud-est du lac.
La population piscicole est notamment représentée par des brochets, carpes, chevesnes, gardons, perches, perches soleil, rotengles sandres, tanches, truites arc-en-ciel et truites farios. Il s'y trouve également des écrevisses américaines.

## Photothèque

Le lac de Viam
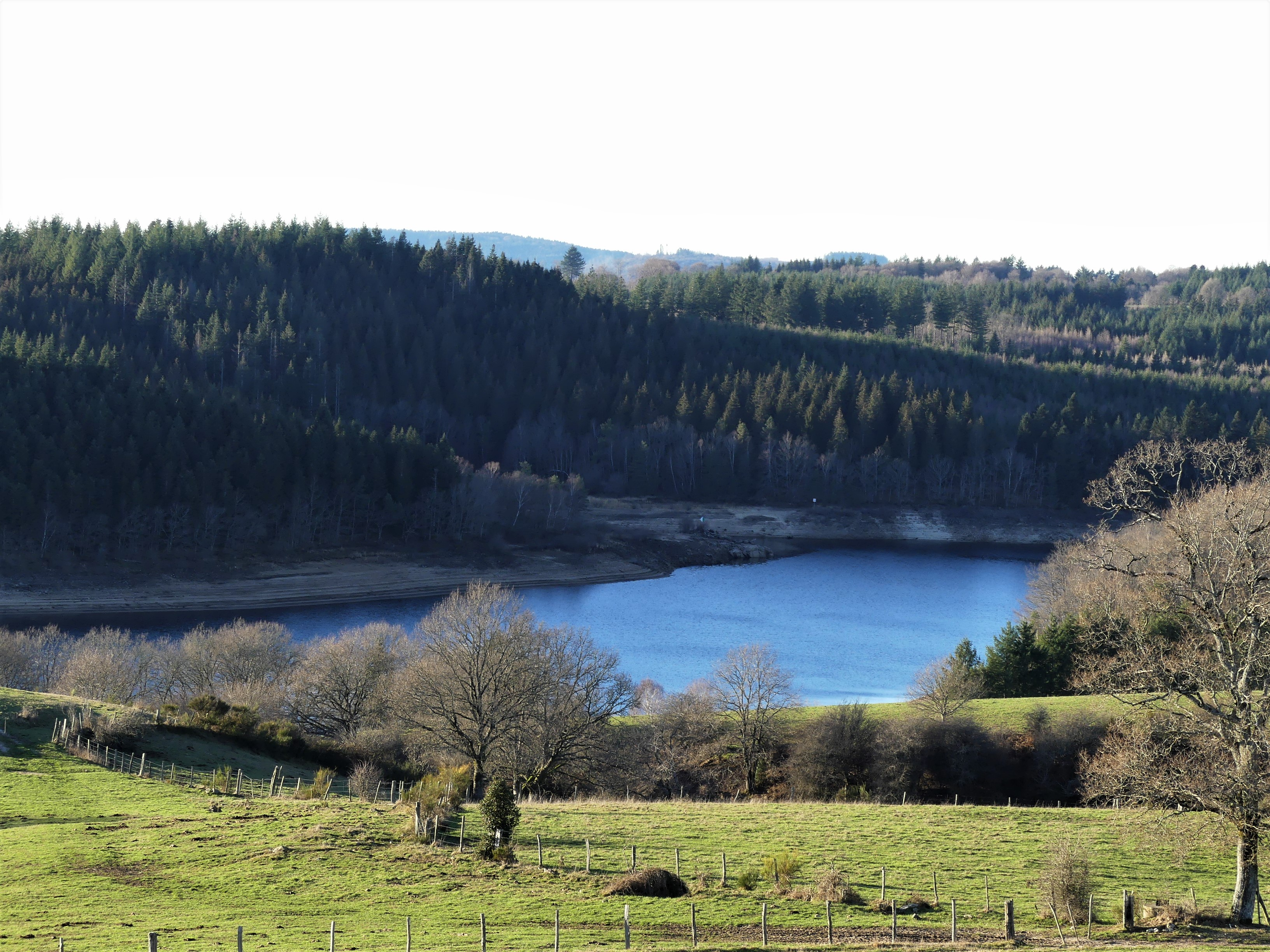
Vu depuis Couignoux.
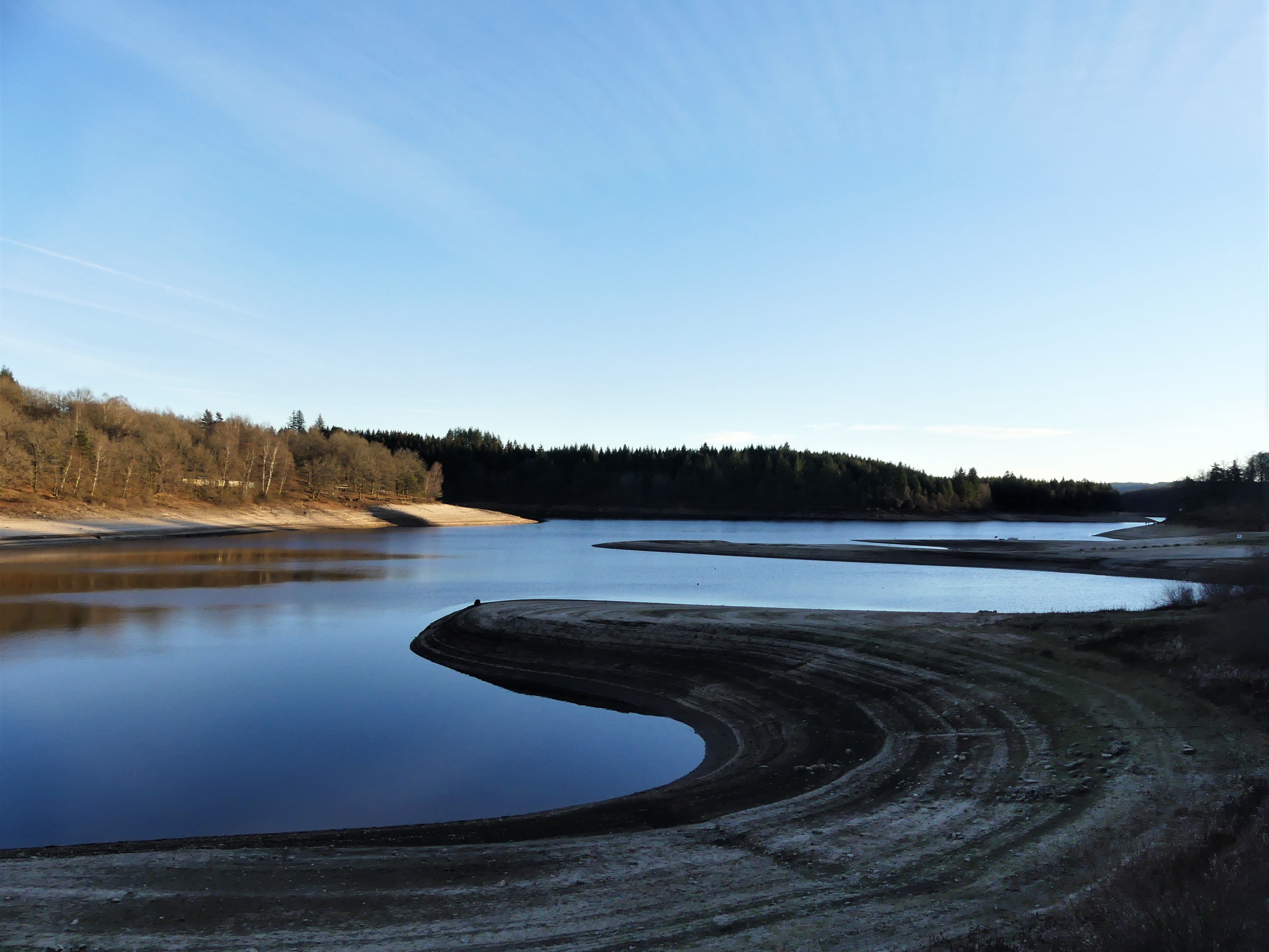
Au village de Viam.
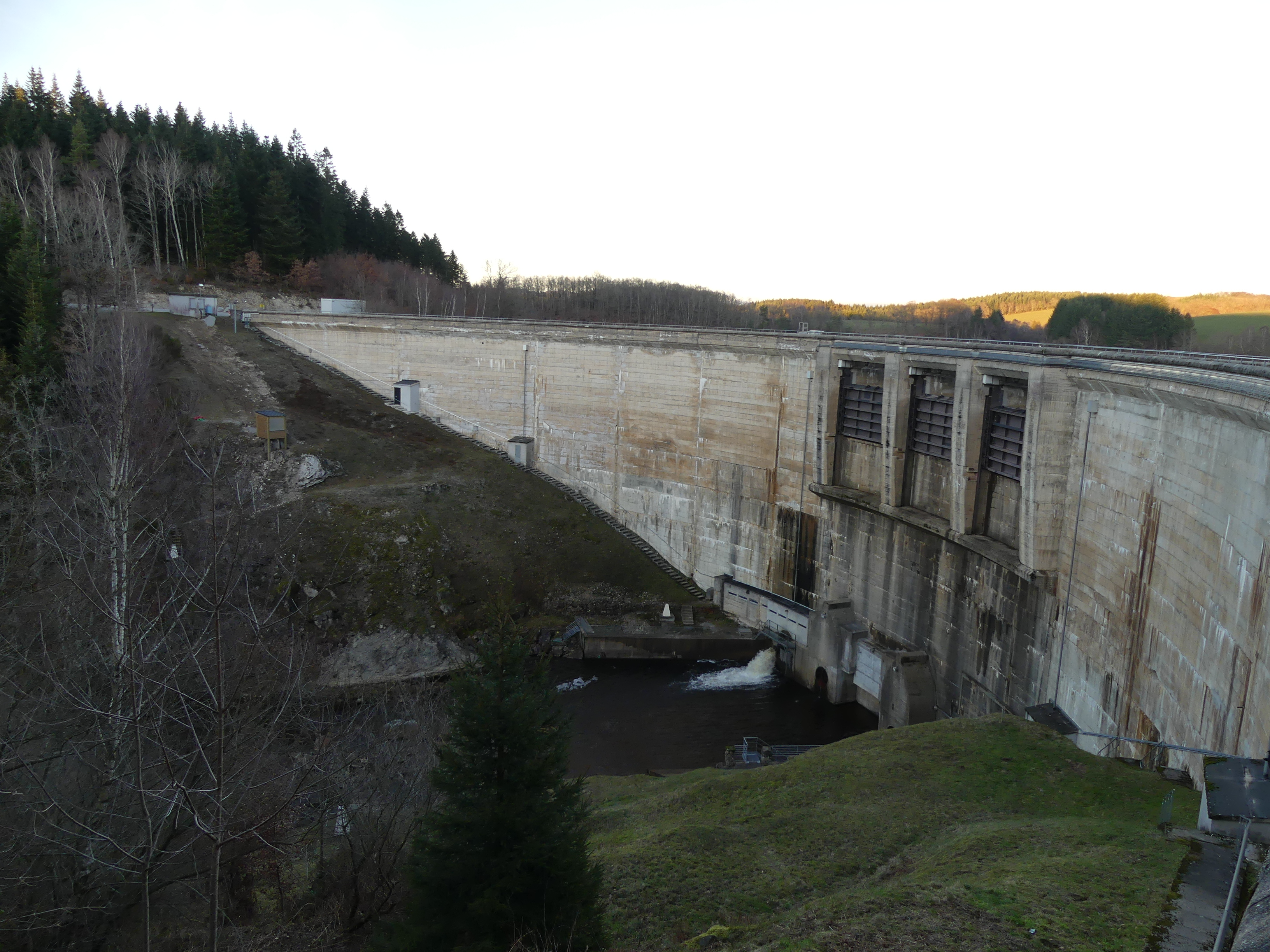
Le barrage de Monceaux la Virolle.
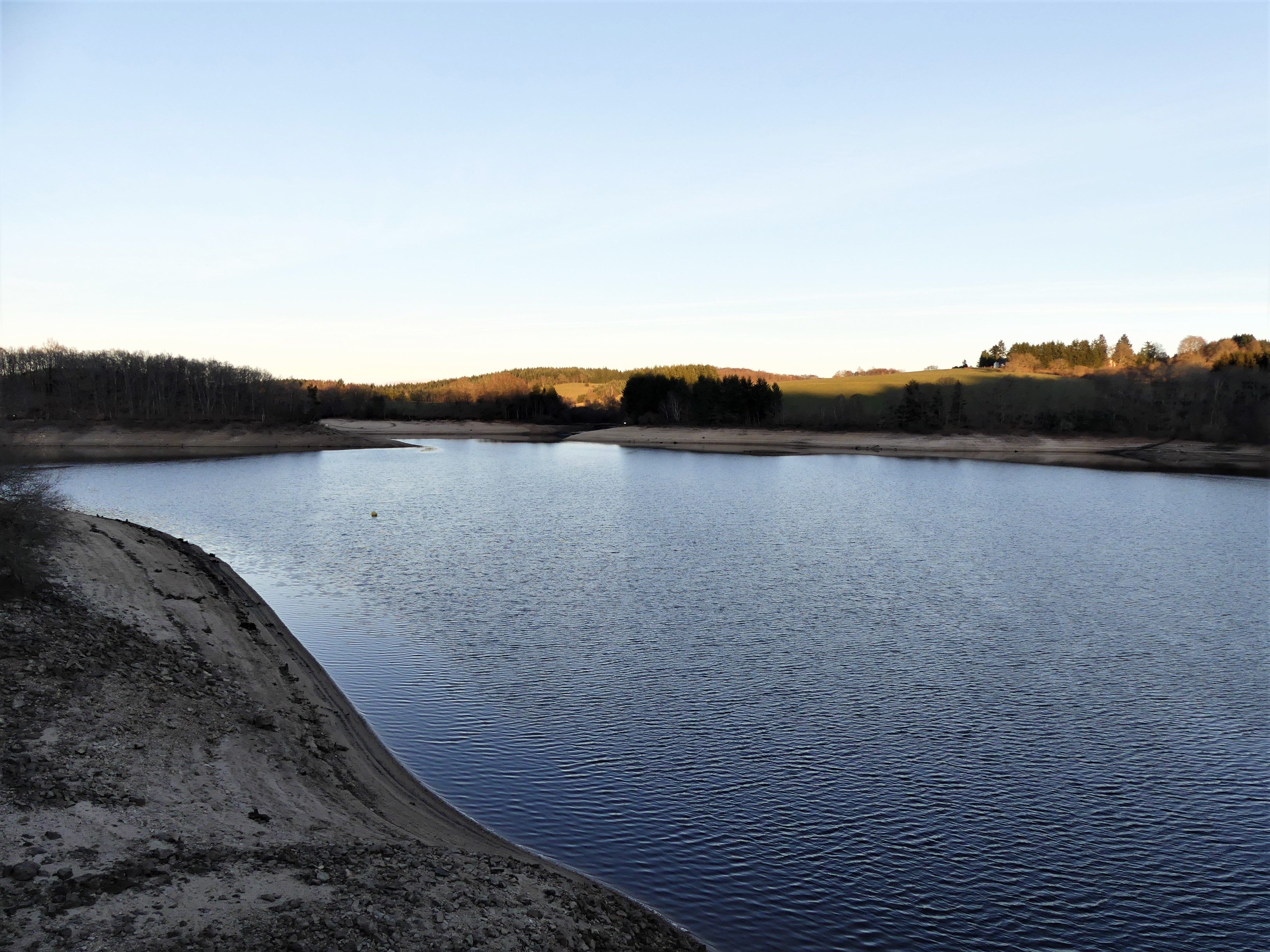
Le lac vu depuis le barrage.
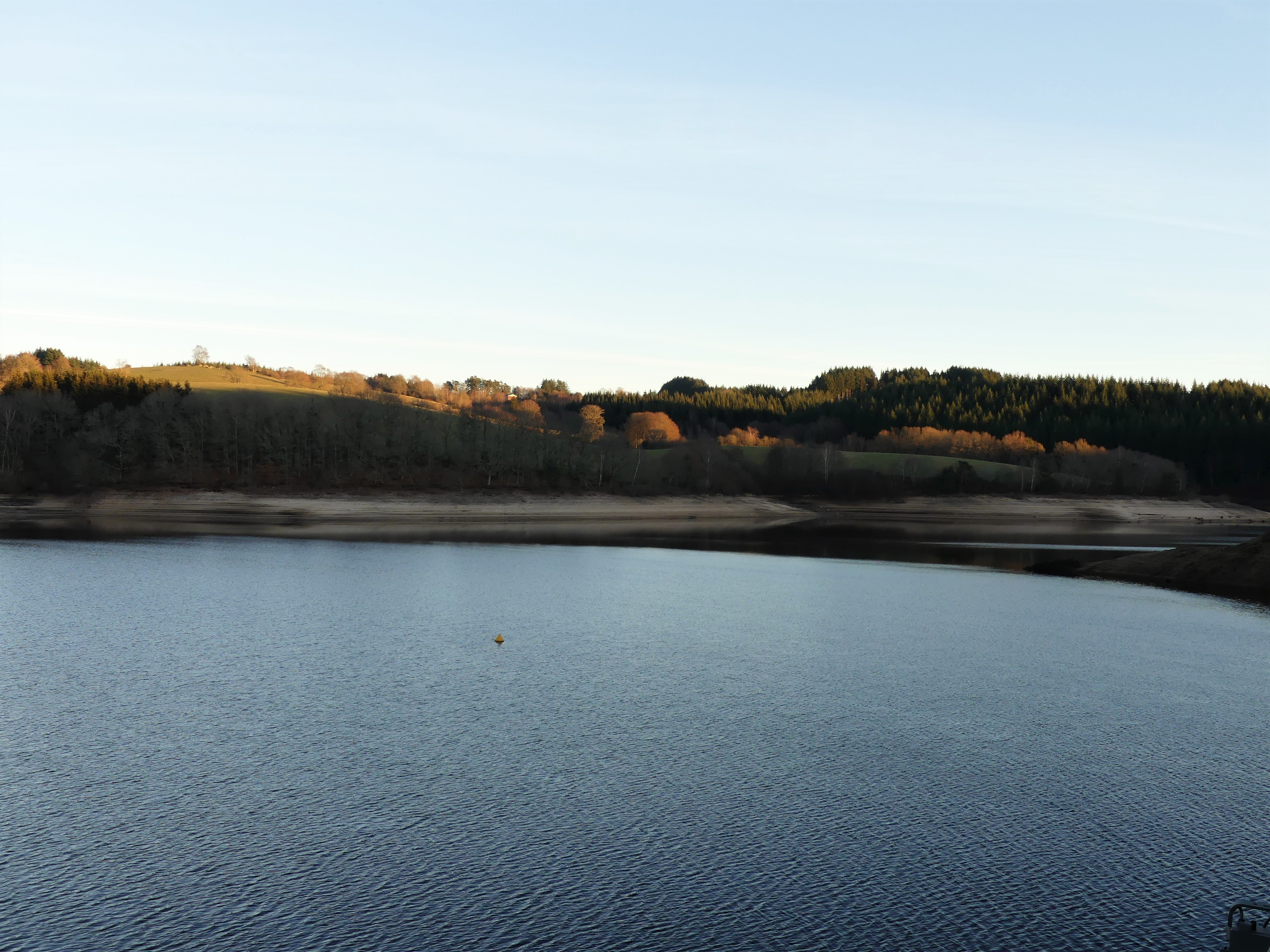
Idem.